# Селища в България с алевийско население
Това е списък на селища в България със значително алевийско население. Възможно е той да е непълен.

## Област Варна
- Крумово (кв. Пясъчник)

## Област Кърджали
- Бащино
- Биволяне
- Врело – махалите Кузолар, Парталар и Чалъкьой
- Горна крепост
- Долна крепост
- Дъждовник – махала Текето
- Звезделина
- Звиница
- Зорница
- Равен – махала Горна Чобанка, в миналото отделно село
- Татул

## Област Разград
- Бисерци
- Лъвино
- Мъдрево[1]
- Острово
- Свещари
- Севар

## Област Русе
- Помен

## Област Силистра
- Дулово
- Брадвари
- Преславци
- Черник
- Йорданово
- Водно (Област Силистра)

## Област Сливен
- Малко село
- Ябланово

## Област Стара Загора
- Горно Ново село – в миналото значителна част от населението са къзълбаши

## Област Търговище
- Могилец
- Баячево

## Област Хасково
- Войводово
- Големанци
- Елена
- Караманци
- Манастир
- Орлово
- Тракиец
- Широка поляна
- Гълъбец